# Българска етнографска област
Традиционните историко-географски области, които обитава българският етнос в България се разделят в българската етнографска наука на няколко големи етнографски области:
- Добруджа, вкл. Лудогорието;
- Македония;
- Родопи;
- Северна България (Мизия);
- Тракия, вкл. Странджанско;
- Шоплук;

Големи компактни групи българи също така е имало и/или има в съседните на тези области, а именно:
1. Буджак, Влашко, Молдова и Трансилвания в бившите или настоящи граници на Румъния;
2. Банат и Поибрието в Сърбия;
3. Албания – Северна и Южна;
4. Северен Епир и Северна Тесалия в Гърция;
5. в Анадол в Турция (т.нар. малоазийски българи);

Това са основните български етнографски области, във всяка от които има малки етнографски групи (населяващи едно или няколко селища), отличаващи се от общите черти на областта по някой специфики в говора, обичаите, носиите, битовата култура, музиката и прочее.